# 佐佐木誠
佐佐木誠（1965年10月3日—）為日本的棒球選手，出生於岡山縣倉敷市。他曾效力於日本職棒西武獅等，2000年退休，生涯通算170支全壘打。

## 外部連結
- 佐々木誠・プロフィール
- Baseball-Reference選手の通算成績（页面存档备份，存于） - Makoto Sasaki Minor League Statistics & History
- 佐佐木誠在台灣棒球維基館上的頁面（繁體中文）